# Актугансола
Актугансо́ла (рос. Актугансола, марій. Агытансола) — присілок у складі Куженерського району Марій Ел, Росія. Входить до складу Шудумарського сільського поселення.

## Населення
Населення — 222 особи (2010; 241 у 2002).
Національний склад (станом на 2002 рік):
- марі — 99 %